# Pontiac Torrent
Pontiac Torrent - середньорозмірний кросовер, що випускався компанією General Motors з 2006 по 2009 роки. 
Замінивши Aztek, Torrent був злегка переробленою версією Chevrolet Equinox першого покоління.

## Опис

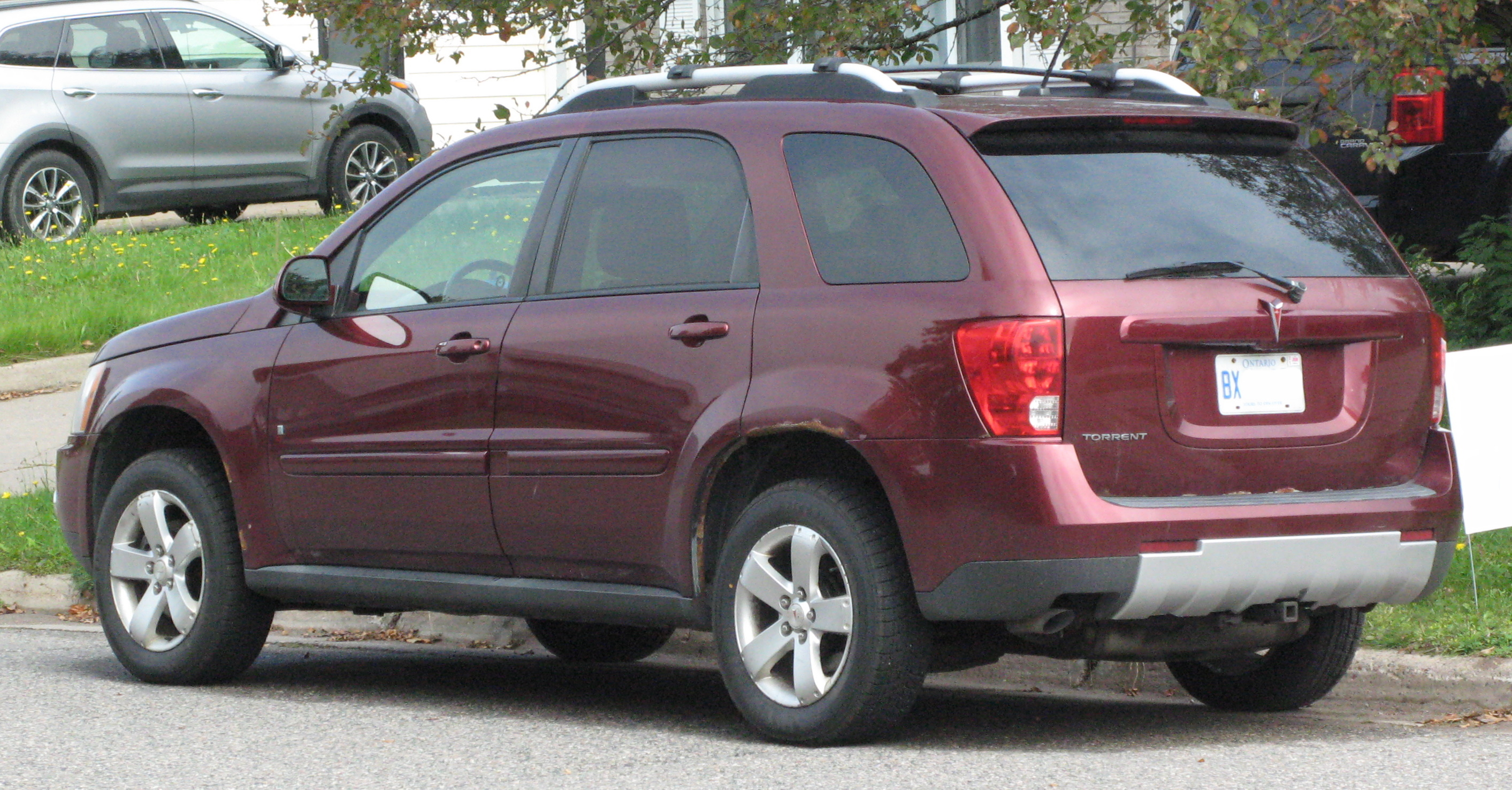

Torrent має ту ж базову конструкцію кузова і механічні елементи, що і Equinox. 
Однак у Torrent інші передня і задня частини, що візуально відрізняє його від Equinox. Підвіска також була змінена і стала більш жорсткою і спортивною, а електронний підсилювач кермового управління був відкалібрований, щоб забезпечити більш жорстке і менш штучне відчуття. 
Торрент, як і Equinox, мав 3,4-літровий V6 потужністю 185 к.с. (136 кВт) з 5-ступеневою автоматичною коробкою передач Aisin AF33.

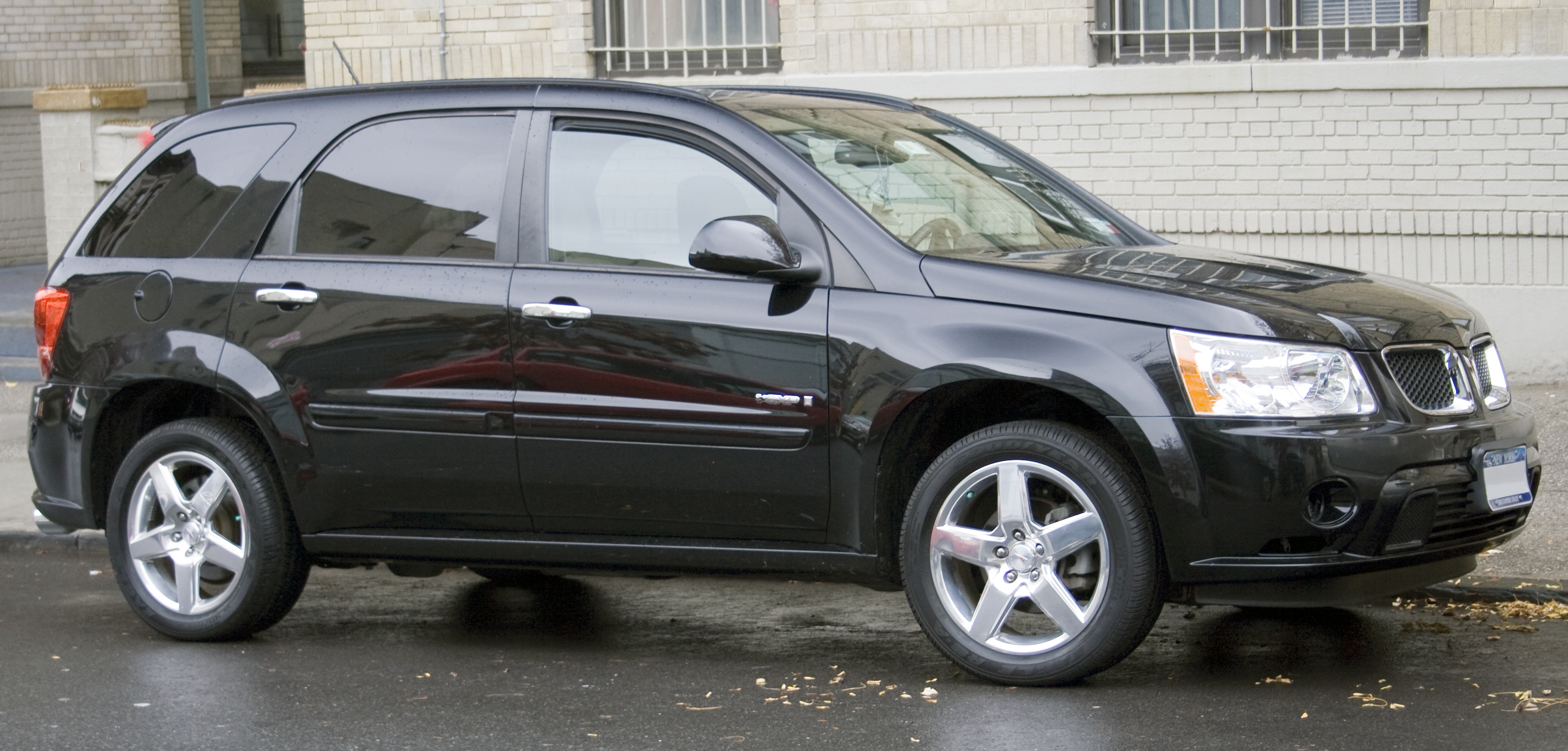
Pontiac Torrent GXP

Як і у інших моделей Pontiac в лінійці, у Torrent був початковий рівень Base, середній рівень GT і орієнтований на потужність GXP. 
GXP відрізнявся більш потужним 3,6-літровим двигуном DOHC SFI V6 і 6-ступеневою автоматичною коробкою передач, а також унікальним обвісом і іншими елементами зовнішнього оформлення.
General Motors неодноразово рекламувала Torrent GXP у телевізійних рекламних роликах, стверджуючи, що Torrent GXP має більшу перевагу в кінських силах, ніж BMW X3, намагаючись зробити Pontiac недорогим конкурентом BMW.
 

Pontiac Torrent був одним із призів в реаліті-шоу Survivor в 2005 році, а також в шоу Магія Крісс Енджела в тому ж році. 

## Двигуни
- 3.4 л LNJ V6
- 3.6 л LY7 V6